# Gollum
Gollum es un personaje de la Tierra Media en el universo de historias de J. R. R. Tolkien. Su nombre original era Sméagol y posteriormente fue nombrado como Gollum en referencia al ruido regurgitante que hacía con su garganta.
Su nacimiento se estima que ocurrió en el año 2430 de la Tercera Edad. Su muerte (dada en la cronología de El Señor de los Anillos) fue el 25 de marzo de 3019 T. E., al caer, junto con el Anillo Único, en las grietas del Monte del Destino. Su período de vida fue extendido más allá de sus límites naturales por efecto de poseer el Anillo Único, una edad sobrenatural para una criatura que alguna vez fue un hobbit, aunque deformado y corrompido en mente y cuerpo por el poder del Anillo. Uno de sus deseos más profundos fue el de poseer el Anillo (el cual lo tenía esclavizado), y lo estuvo buscando durante muchos años después de haberlo perdido.

## Historia

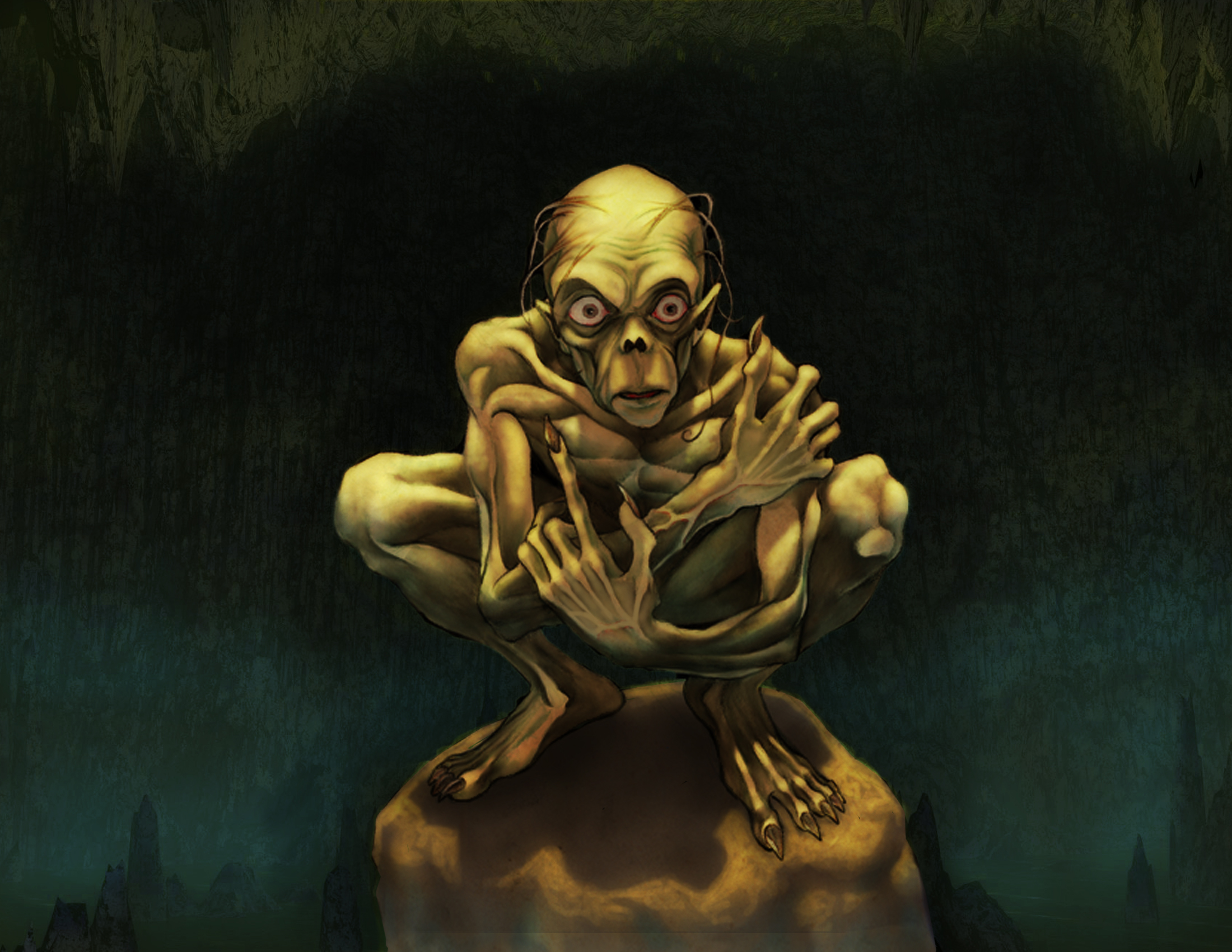
Gollum
(dibujo de Daniel Govar)

En un principio fue un hobbit de la rama de los Fuertes conocido como Sméagol. Pasó los primeros años de su vida viviendo con su extensa familia bajo el régimen matriarcal de su abuela. En el año 2463 T. E., Sméagol se convirtió en el cuarto dueño del Anillo Único, después de Sauron, Isildur y Déagol. Déagol era su primo, y durante el cumpleaños de Sméagol (nótese que como hobbit, fue su aniversario 33, su mayoría de edad, la misma edad que tuvo Frodo cuando se convirtió en el sexto poseedor del Anillo Único) se fueron de pesca a los campos Gladios al norte de Lothlórien. Fue ahí donde Déagol encontró un anillo de oro, después de que un gran pez lo empujase en el agua. Sméagol lo reclamó como regalo de cumpleaños y esto extrañó a Deágol, quien se negó a dárselo. Entonces, Sméagol mató a su primo Deágol, estrangulándolo a orillas del río para obtener el anillo. Sméagol fue rápidamente corrompido por el anillo, y fue expulsado de la villa. Se escondió en una caverna en las Montañas Nubladas la cual convirtió en su morada. La influencia maligna del anillo deformó el cuerpo y la mente del hobbit, agraviando su trastorno esquizoide de la personalidad y prolongando su vida más allá de los límites naturales. Comenzó a llamar al Anillo Único «mi tesoro», «mi precioso» o «mi regalo de cumpleaños», como justificación del asesinato de Deágol. Vivió en las Montañas Nubladas más de 400 años, alimentándose de peces crudos (que recogía desde una balsa pequeña), y de jóvenes trasgos, por lo que años más tarde consideraría repulsiva la comida de los hobbits y elfos.

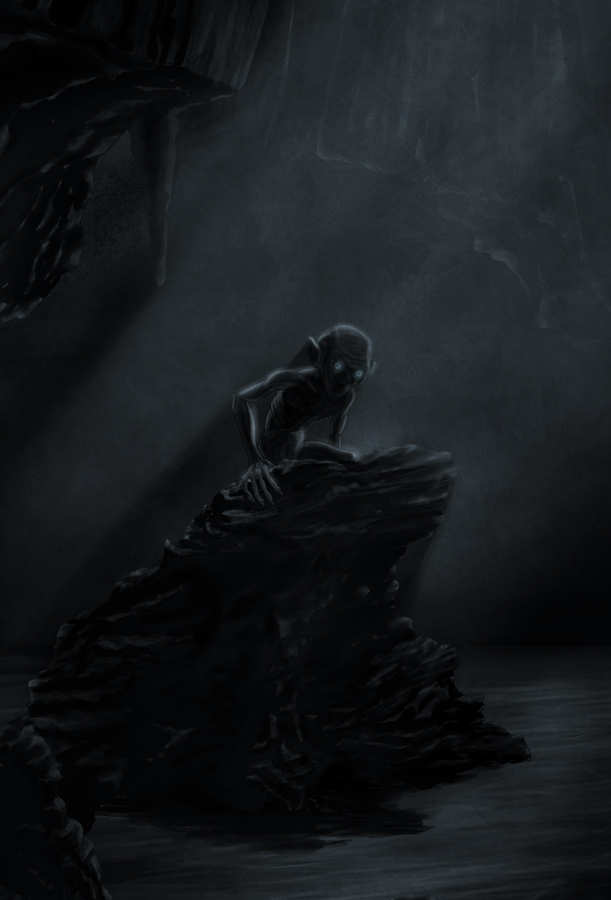
Gollum
(dibujo de Argent-Sky).

Durante los siglos bajo la influencia del Anillo, desarrolló un trastorno de identidad disociativo: Sméagol, su personalidad «bondadosa», aún recordaba vagamente cosas como la amistad y el amor, mientras que Gollum, su personalidad «maligna», era esclava del Anillo y mataría a cualquiera que intentase tomarlo. Samsagaz Gamyi llamó a la personalidad buena «Adulón» (Slinker) y a la personalidad mala «Bribón» (Stinker). Las dos personalidades peleaban a menudo cuando dialogaba consigo mismo (como el propio Tolkien declaró «al no tener con quien más conversar») y tenían una relación de amor-odio, reflejando el amor y el odio que Gollum tenía por el Anillo y por sí mismo.
En julio de 2941 de la Tercera Edad, durante la búsqueda de Erebor, el hobbit Bilbo Bolsón tropezó y cayó al lago subterráneo donde vivía Gollum. En ese entonces, Gollum había perdido el anillo en una red de cavernas que se conectaban con el lago, aunque puede decirse que de hecho el anillo abandonó a Gollum, porque se sabe que este tenía voluntad propia. Tal como Gandalf diría más adelante, el anillo se ocupa de sí mismo, intenta regresar de nuevo a Sauron. Después de un famoso juego de acertijos, en el cual Gollum era inconsciente de su pérdida, Gollum rechazó su promesa de mostrarle a Bilbo una salida y planeaba matarlo. Huyendo de un enfurecido Gollum, Bilbo (quien ya había encontrado el anillo) descubrió el poder de invisibilidad, permitiéndole escapar de Gollum y de los Trasgos. Gollum entonces le gritó «¡Ladrón! ¡Bolsón! Lo odiamos por siempre!» (en la primera edición de El hobbit, Gollum no apareció tan desgraciado o tan ligado al Anillo). Tolkien revisó esta caracterización para adecuarla al concepto del Anillo que desarrolló durante la escritura de El Señor de los Anillos. Tolkien entonces explicó la versión dada en primera edición como una mentira que Bilbo ideó para decirla a los enanos y a Gandalf.
Gollum dejó las montañas y persiguió a Bilbo unos años después, pero el rastro era frío. Se abrió camino hacia Mordor, donde fue forzado a revelar lo que sabía sobre el anillo. Entonces Gollum fue liberado, pero capturado por Trancos que lo puso a disposición de los elfos del bosque que vivían en el reino de Thranduil en el Bosque Negro. Posteriormente escapó hacia Moria.
En El Señor de los Anillos, Gollum encontró y siguió a la Comunidad del Anillo hacia Moria, y fue descubierto y escuchado por Frodo en varias ocasiones. El 15 de enero de 3019 de la Tercera Edad, la Comunidad se dividió cuando Gandalf, uno de sus miembros, desapareció mientras peleaba con un balrog. Gollum continuó rastreando a los miembros restantes. Se desconoce cómo cruzó el puente de Khazad-dûm, pero llegó a Lórien sin que la Comunidad lo notase. Sin embargo, no penetró hasta las tierras de la dama. Gollum siguió sus barcas por el Anduin flotando en un tronco hasta Rauros, y persiguió a Frodo Bolsón y Samsagaz Gamyi a través de las Emyn Muil cuando se detuvieron en su camino a Mordor. Gollum los siguió, pero después de una confrontación, en la que mordió a Sam y este casi lo estranguló, fue detenido por Frodo usando a Dardo y le ordenó que liberase a Sam. Frodo lo ató con una cuerda élfica alrededor del tobillo de Gollum, pero el solo tacto de esta cuerda le produjo un dolor intenso. Frodo tuvo condolencia con la criatura e hizo que esta le jurase ayudarlos. Conviniendo con este trato, Gollum realizó un juramento «por el Tesoro» y juró no lastimar al «señor del Anillo» (en ese momento, Frodo), y por esto fue liberado. Esta nueva comunidad, guiada por Gollum, llegó hasta la Puerta Negra, la entrada a Mordor.
La bondad de Frodo atrajo la personalidad de Sméagol, e hizo que por lo menos se esforzara en mantener su promesa. Estos dos personajes (Frodo y Sméagol) tenían un lazo especial al haber sido ambos portadores del Anillo; Frodo veía su posible futuro en Gollum, y quería salvarlo para que de este modo pudiese salvarse a sí mismo.

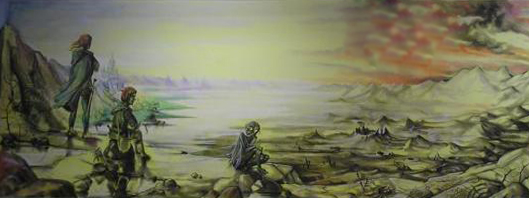
Frodo, Sam y Gollum miran el horizonte en las Emyn Muil.

Cuando llegaron al umbral de la Puerta Negra, la encontraron altamente vigilada, y Sméagol les convenció de no seguir por ese camino, argumentando que serían capturados y Sauron volvería a poseer el Anillo. Sméagol les ofreció guiarlos por el sur, donde conocía otro camino hacia Mordor.
En este camino, Frodo y Sam fueron capturados por Faramir, y Sméagol los siguió a escondidas. Cuando Frodo permitió que Faramir capturase a Sméagol, este se sintió traicionado, permitiendo que la personalidad de Gollum tomara el control. Faramir descubrió que el lugar a donde Gollum los guiaba era Cirith Ungol, y advirtió a Frodo y Sam del peligro de ese lugar.
Frodo, Sam y Gollum dejaron a Faramir y comenzaron a cruzar el paso hacia Cirith Ungol en los límites de las Ephel Dúath. Gollum entonces visitó a Ella-Laraña, un vástago de Ungoliant, ya que planeaba traicionar a los hobbits y llevárselos para entonces obtener el Anillo. Cuando regresó con los hobbits, éstos se encontraban dormidos, y el contemplar a Frodo dormido casi le provocó arrepentimiento. Sin embargo, Sam se despertó y reclamó asperamente a Gollum. Así, Gollum siguió su plan de llevar a Frodo y Sam a la caverna de Ella-Laraña.
Tal y como Frodo le advirtió, el juramento de Gollum le llevaría a deshacer cualquier traición, ya que Frodo y Sam lograron escapar de las cavernas de Ella-Laraña y contra todas las probabilidades llegaron a la caldera volcánica de Sammath Naur en el Orodruin (el Monte del Destino). Gollum los siguió durante todo este camino, esperando una oportunidad de tomarlos por sorpresa y robar el Anillo. Cuando Frodo y Sam casi llegaban a su destino, él los atacó, pero falló en tomar el Anillo. Momentos más tarde, Frodo estaba parado en el borde de la grieta de la montaña, pero estaba poco dispuesto a destruir el Anillo, y lo reclamó como suyo, colocándolo en su dedo. Entonces Gollum lo atacó de nuevo. Ambos lucharon, aunque Frodo era invisible, y finalmente Gollum le arrancó a Frodo el dedo de un mordisco.
En este punto, la bondad de Frodo con Gollum fue recompensada, porque entonces Gollum vaciló en el borde del gran pozo, perdió el equilibrio y cayó mientras sujetaba el dedo de Frodo junto con el Anillo, y cayendo daba un último grito de «¡Tessssssorooo!». Así, el Anillo, Gollum y el dedo de Frodo fueron destruidos en la lava del Monte del Destino.

## Arquetipo literario
Gollum se ha convertido en uno de los personajes más característicos de Tolkien. Puede relacionarse con el arquetipo de personalidad múltiple bondadosa-maléfica creado por Robert Louis Stevenson en su novela El extraño caso del Dr. Jekyll y Mr. Hyde: Gollum sería análogo a Mr. Hyde y Sméagol al Dr. Jekyll.[cita requerida]

## Adaptaciones

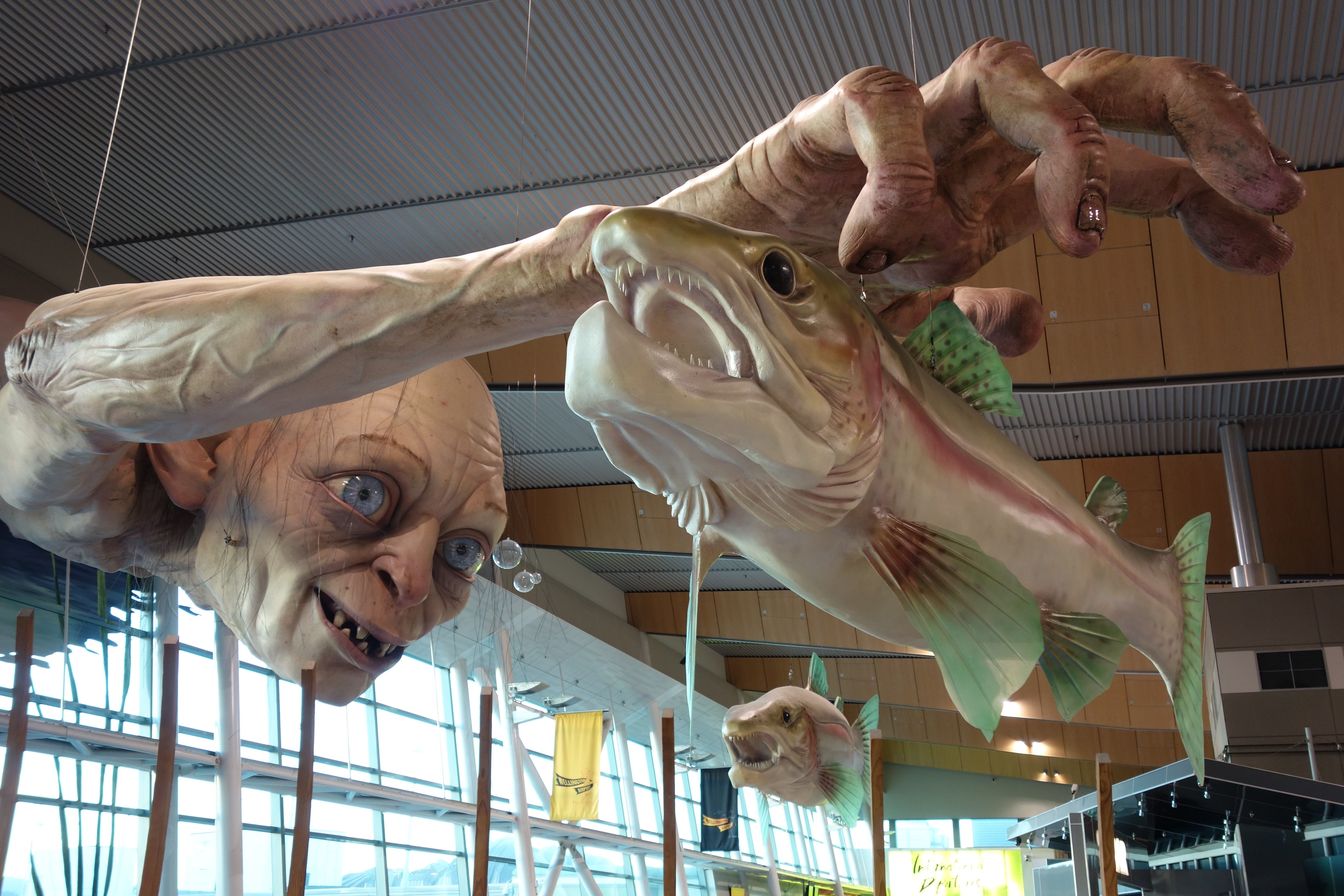
Gollum en el aeropuerto de Wellington.

En la versión animada de El hobbit, la voz de Gollum fue actuada por el comediante Brother Theodore.
Peter Woodthorpe fue la voz de Gollum en el filme animado de El Señor de los Anillos (1978) de Ralph Bakshi y en la serie de radio de la BBC en 1981.

### Trilogía deEl Señor de los Anillos

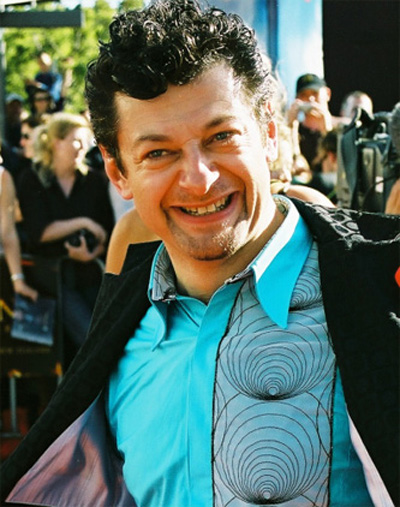
Andy Serkis, intérprete de Gollum/Sméagol en la trilogía de filmes de Peter Jackson.

En la trilogía de filmes de Peter Jackson, Gollum fue una criatura generada por computadora (CGI), con la voz de Andy Serkis, quien también proporcionó las voces de algo de los Nazgûl y los Orcos. Apareció brevemente en La Comunidad del Anillo (2001), y se convirtió en un personaje central en Las dos torres (2002) y en El retorno del Rey (2003). En un principio al actor Andy Serkis no le interesó el papel de Gollum, ya que le parecía aburrido dar vida a un personaje digital. Sin embargo, en cuanto leyó el guion, se embarcó a Nueva Zelanda para hacer el casting.
En El retorno del Rey, el mismo Serkis aparece en una escena de flashback caracterizando a Sméagol antes de convertirse en Gollum. Esta escena fue originalmente grabada para aparecer en Las dos torres, pero se guardó para el siguiente filme porque se pensó que la audiencia recibiría al Sméagol original una vez que estuviesen más familiarizados con Gollum. La decisión de incluir esta escena significó que tendrían que rediseñar la cara de Gollum en la segunda y tercera película para que fuese más similar a la cara de Serkis (por esta razón las breves apariciones de Gollum en La Comunidad del Anillo lucen ligeramente diferentes).
Durante el rodaje de la trilogía de El Señor de los Anillos, siempre se consideró a Gollum un personaje clave. Sin su correcta creación la superproducción se hubiera derrumbado. Desde el comienzo del diseño de los personajes de la trilogía, hasta los últimos momentos antes de su comercialización en los cines, la evolución del aspecto de Gollum ha sido constante.

#### Bocetos
En esta primera fase, todo el equipo tenía una idea preconcebida de Gollum (un ser miserable y escuálido, con dedos largos, ojos enormes...). Los dibujos se materializaron gracias al equipo de Weta Workshop, entre los que se encontraban los diseñadores Daniel Falconer o Warren Mahy. Asimismo, reconocidos dibujantes dedicados a ilustrar la Tierra Media, se volcaron en el proyecto, como fue el caso de Alan Lee y John Howe.
El verdadero trabajo de creación de Gollum se dio durante el rodaje de El Señor de los Anillos: las dos torres, dado que en la primera parte de la trilogía, la figura del personaje apenas se vislumbraba.  Además, este primer Gollum fue creado antes de que el actor Andy Serkis aportara su actuación (movimientos y voz) al trabajo. 
Por ello, en esta primera fase, se decidió trabajar mucho más con las texturas y los detalles, generando un cambio del diseño de Gollum, mucho más profundo que permitiera incorporar los detalles y las expresiones de Andy Serkis.
El propio Serkis se basó en algunas ilustraciones previas de John Howe a la hora de obtener algunas de las claves de su actuación, como el hecho de que Gollum camine siempre a cuatro patas.

#### Diseños conceptuales
En esta fase del trabajo se dieron vueltas a aspectos tan diversos como la forma de la boca, los dientes o la nariz del Gollum. En cuanto a estos aspectos físicos, Gollum quedó definido como una criatura con ojos grandes y saltones, dedos largos y delgados y pies grandes. Lo diseñaron con un aspecto muy flaco, casi desnutrido.
En los diseños se trató de captar la picardía y astucia del personaje, así como su faceta más oscura y peligrosa, todo ello encubierto por su aspecto de criatura indefensa e infantil. 
Del mismo modo, se barajaron todas las posibles ropas que cubrirían el cuerpo de Gollum: camisetas raídas, taparrabos, alguna prenda con bolsillos, la ausencia total de ropa… Optándose finalmente por la segunda de las opciones.
Otro de los grandes retos de los diseñadores fue el de plasmar la doble personalidad del personaje, el conflicto entre Sméagol y Gollum y lo tortuoso y confuso de sus conversaciones consigo mismo.
En la fase final del diseño conceptual del personaje, el artista Christian Rivers fue el que aportó algunos de los aspectos más importantes de Gollum. Manteniendo el diseño de Gollum, Rivers alteró algunos detalles de la cara para que recordaran a la del actor que le iba a representar en pantalla.  De esta forma, el diseño conceptual quedó concluido.
Entre los bocetos a lápiz y tinta y los diseños conceptuales, el equipo terminó teniendo alrededor de doscientos dibujos de Gollum.

#### Maquetas
En tercer lugar, se procedió al diseño en tres dimensiones, encargadas también al grupo de Weta Workshop. Aquí es donde se llevó a cabo la mayor parte del trabajo, llegándose a crear más de cien maquetas de Gollum.
El material utilizado en este proceso fue, en su mayor parte, la arcilla. Una vez las figuras estuvieron terminadas, se pintaron y se mostraron al director, Peter Jackson, mostrándole así el posible resultado final en ordenador.
Peter Jackson deseó que estas maquetas representaran ciertos gestos del personaje. Para ello, el mismo director se fotografió realizando las expresiones que quería ver y se las envió al diseñador y escultor de Weta, Jamie Beswarick. De esas fotos, se esculpieron seis figuras de plastilina.

#### Creación digital
Esta fase fue la más controvertida y complicada de todas. La dificultad radicaba en el hecho de que había que crear un personaje digital que ofreciese al público una actuación dramática.
Las maquetas de arcilla y plastilina se enviaron al equipo de Weta Digital, quienes crearon las imágenes finales de Gollum en el filme y trabajaron mano a mano con el actor Andy Serkis en la captura del movimiento del personaje, así como de sus gestos, dado que Peter Jackson quiso evitar a toda costa que el aspecto de Gollum fuese el de un personaje creado por ordenador. Por ello, era extremadamente importante que Gollum se basase en los movimientos y gestos de una persona real.
El instante en el que hubo que elegir qué actor interpretaría a Gollum vocalmente fue decisivo. Si el actor hubiese sido mal escogido, el personaje nunca hubiera funcionado. Así, comenzaron a buscar la voz que daría vida a Gollum. El actor Andy Serkis apareció en el casting y deslumbró a todo el equipo con su genial interpretación, no solo vocal, también corporal, que fue el factor decisivo para que Serkis estuviera dentro del proyecto. 

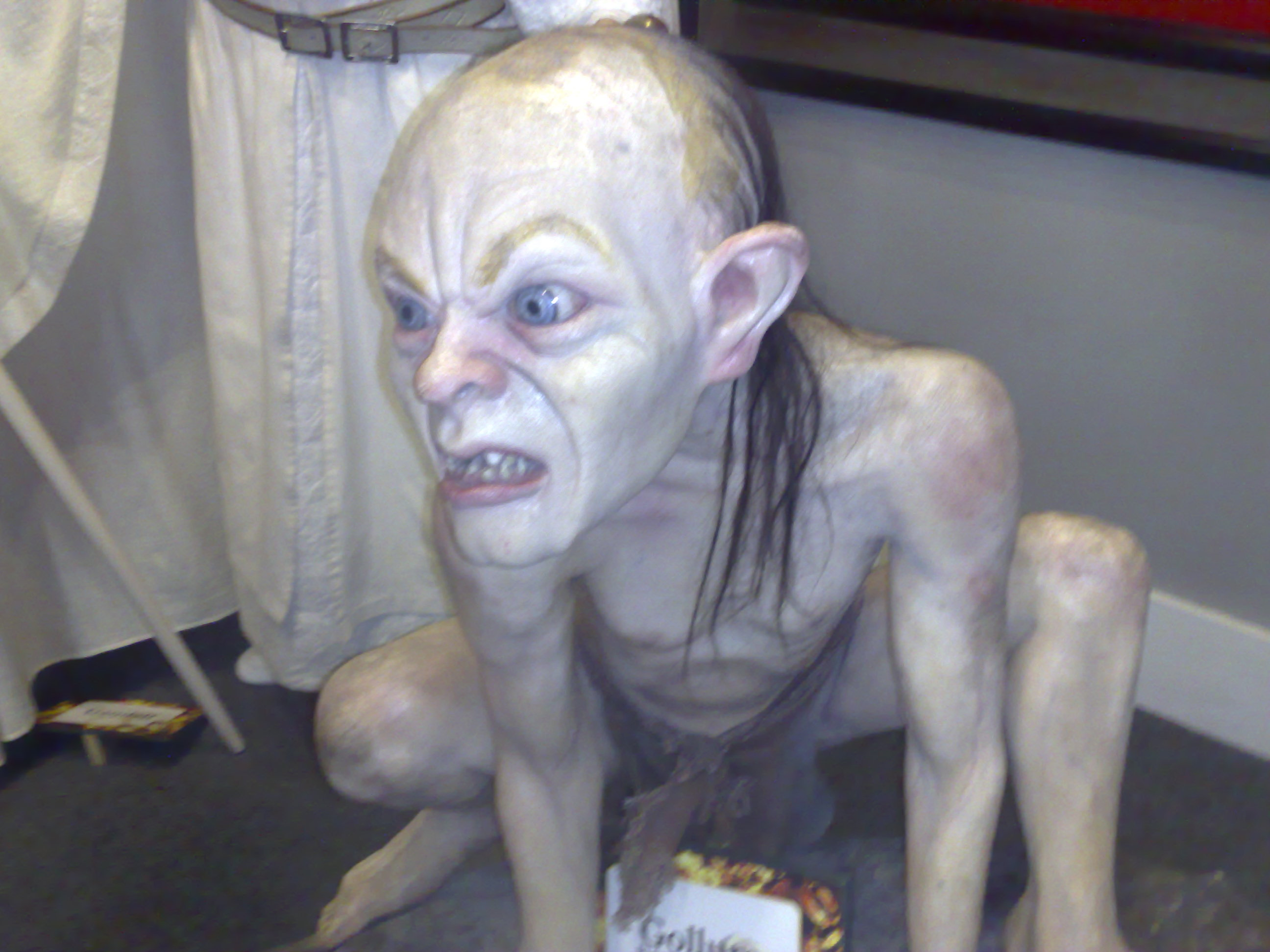
Figura de Gollum en el Museo de Cera de la Ciudad de México

Peter Jackson se dio cuenta de lo valiosos que eran los gestos de Serkis a la hora de interpretar a Gollum, por lo que decidió que expresión y voz no podían ir separadas. De esta forma, Andy Serkis comenzó a actuar en los rodajes, lo que supuso una mejora en las actuaciones del resto de actores con los que la criatura Gollum interactuaba. Durante los rodajes se dedicó exclusivamente a hacer referencias de animación enfundado en unas mallas que emulaban el aspecto de Gollum.
Desde el primer momento, el equipo de animación se propuso definir la gestualidad de Gollum mediante el uso de un reducido número de animadores con la intención de evitar que el personaje fuera diferente según el animador que lo hubiese tratado. Por esta misma razón, todos los artistas, entre los que se encontraban Bay Raitt, John Feather, Brad DeCaussin y Sven Jensen restringieron la animación de la cara de Gollum, determinando los gestos que podía o no hacer, como si de un actor real se tratase.
Una vez estos movimientos estuvieron logrados y los rasgos de Serkis fueron captados, se volvieron a trasladar a las esculturas de arcilla, para dotarlas de una expresión más humana, menos rígida. Obtenido el resultado deseado, se volvía a escanear la figura al ordenador, donde se daban los últimos retoques, que son los que se aprecian en la película.
En cuanto al movimiento corporal de Gollum, Peter Jackson quiso que Andy Serkis fuera el que manejara la marioneta de Gollum, por lo que se procedió a la captura del movimiento del actor. Para ello, se enfundó a Serkis en un traje plagado de puntos de contacto, que son referencias de las articulaciones del cuerpo del actor. En el lugar en el que se rodó, no se dispusieron cámaras de grabación, sino cámaras capturadoras de los datos de esos puntos de articulación. Esa captura permitía captar los movimientos en tiempo real, haciendo posible el visionado del movimiento de Serkis a partir de un Gollum básico en pantalla. Así, fue posible captar la esencia de Andy Serkis. Sin embargo, muchos de los movimientos que realizaría Gollum en la realidad fueron imposibles para el actor, por lo que se optó por mezclar animación tradicional con marioneta y key frame, con la captura del movimiento de Serkis.
En cuanto a los movimientos de la cara de Gollum, no se hicieron con captura de movimiento, sino mediante animación. Esto supuso ciertas dificultades en los momentos más dramáticos del personaje en la película y en los primeros planos, donde Gollum debía transmitir lo mismo que un actor real.
Durante el rodaje, el equipo de Weta Digital y Peter Jackson, descubrieron una tercera vía a la hora de digitalizar a Gollum: usar las tomas en las que Andy Serkis aparecía, ya que tenían más fuerza que en las que el actor no participaba, para más tarde borrarlo digitalmente e introducir al personaje de Gollum. Para ello, utilizaron la técnica de la Rotoanimación, consistente en superponer la figura de Gollum sobre la de Andy Serkis y seguir su movimiento fotograma a fotograma. Básicamente se trataba de capturar el movimiento a través de la animación.
Por último, para obtener un aspecto más realista de Gollum, se optó a colorearlo utilizando la misma técnica con la que habían dado color a las maquetas: la técnica del aerógrafo, con la que consiguieron dar ese aspecto de translucidez y suciedad a la piel de Gollum.

### Trilogía deEl hobbit
Apareció en El hobbit: un viaje inesperado y al igual que en El Señor de los Anillos: la Comunidad del Anillo se muestra a Bilbo Bolsón encontrando al Ánillo Único en la cueva de Gollum, aunque es diferente a como se mostró al inicio de la primera película.

### The Lord of the Rings: Gollum
| Predecesor: Déagol | Señor del Anillo 2463 T. E. – julio de 2941 T. E. | Sucesor: Bilbo Bolsón |